# Kanton Couhé
Kanton Couhé (fr. Canton de Couhé) je francouzský kanton v departementu Vienne v regionu Poitou-Charentes. Skládá se z 10 obcí.

## Obce kantonu
- Anché
- Brux
- Ceaux-en-Couhé
- Châtillon
- Chaunay
- Couhé
- Payré
- Romagne
- Vaux
- Voulon